# Хуатин
Хуати́н (кит. упр. 华亭, пиньинь Huátíng) — городской уезд городского округа Пинлян провинции Ганьсу (КНР).

## История
При империи Северная Вэй в 532 году был основан посёлок Хуатин. При империи Суй в 605 году на окружающей местности был создан уезд Хуатин. При империи Тан в 686 году он был переименован в Тинчуань (亭川县), но в 705 году ему было возвращено прежнее название. В 763 году эти земли были захвачены тибетцами, но в 766 году китайцы вернули себе контроль над ними. В 808 году уезд Хуатин был присоединён к уезду Цяньюань.
При империи Поздняя Чжоу уезд Хуатин был в 959 году создан вновь; он вошёл в состав области Ичжоу (义州).
При империи Сун в 964 году северо-западная часть уезда Хуатин была выделена в отдельный уезд Аньхуа (安化县). В 977 году из-за практики табу на имена, чтобы избежать употребления входившего в личное имя императора Чжао Куанъи иероглифа 义, написание названия области было изменено на 仪州. В 1072 году область Ичжоу была расформирована, и уезды Хуатин и Аньхуа перешли в состав области Вэйчжоу (渭州).
После того, как эти земли были захвачены чжурчжэнями и вошли в состав империи Цзинь, область Вэйчжоу стала Пинлянской управой (平凉府).
После монгольского завоевания уезд Аньхуа был переименован в Хуапин (化平县), а впоследствии вновь присоединён к уезду Хуатин.
В 1949 году был создан Подрайон Пинлян (平凉分区), и уезд вошёл в его состав. В апреле 1951 года Подрайон Пинлян был переименован в Район Пинлян (平凉区). В 1955 году Район Пинлян был переименован в Специальный район Пинлян (平凉专区). В апреле 1958 года к уезду Хуатин был присоединён уезд Чунсинь. В декабре 1958 года уезд Хуатин был расформирован, земли бывшего уезда Чунсинь перешли в состав уезда Цзинчуань, а земли собственно уезда Хуатин — в состав города Пинлян.
В декабре 1961 году уезд Хуатинбыл создан вновь. В октябре 1969 года Специальный район Пинлян был переименован в Округ Пинлян (平凉地区).
2 июня 2002 года постановлением Госсовета КНР округ Пинлян был преобразован в городской округ Пинлян.
31 августа 2018 года уезд Хуатин был преобразован в городской уезд.

## Административное деление
Уезд делится на 6 посёлков, 2 волости и 2 национальные волости.